# Storia della Sardegna sabauda
La storia della Sardegna sabauda è l'ultima fase della parabola storica del Regno di Sardegna. Inizia nel 1720 e termina formalmente nel 1861, quando il XXIV re di Sardegna Vittorio Emanuele II proclama l'avvenuta nascita del Regno d'Italia.

## Il passaggio della corona
Tra il 1701 e il 1714 la Guerra di Successione Spagnola aveva impegnato le potenze europee in un conflitto aspro. L'estinzione della casata degli Asburgo di Spagna apriva la questione della successione sul trono iberico, conteso tra la Francia di Luigi XIV e l'Impero Asburgico, con l'Inghilterra e la maggior parte degli altri stati europei impegnati sul fronte anti-francese (dalla parte dell'Impero).
Alla fine del sanguinoso conflitto, dopo intricate vicende diplomatiche e dinastiche che avevano portato al rovesciamento delle alleanze, una prima sistemazione dei regni europei, sancita dopo la pace di Utrecht con il trattato di Rastatt, vide la cessione del regno sardo dalla corona spagnola all'Impero Asburgico (1714). Tuttavia, dopo una breve presa di potere austriaca, ci fu un colpo di mano militare spagnolo, nel tentativo di riconsegnare l'Isola all'egemonia iberica. Il tentativo fu subito ridimensionato dall'ennesima trattativa diplomatica che, col Trattato di Londra (1718), decretò la cessione del regno, col relativo innalzamento al titolo monarchico, alla casa dei duchi di Savoia. Vittorio Amedeo II di Savoia diventò il XVII sovrano del Regno di Sardegna.

## I primi decenni dei nuovi monarchi
Il primo atto della nuova monarchia sabauda fu la convocazione del parlamento del regno (nei suoi tre “bracci”, o “stamenti”) davanti al quale il primo viceré piemontese, il barone di Saint Remy, giurò solennemente di non abrogare o modificare le leggi vigenti, ossia di rispettare i privilegi della aristocrazia e del clero e le prerogative della sette "città regie" (non infeudate). I Savoia speravano di poter comunque permutare la Sardegna con un altro territorio, pur mantenendo il titolo monarchico. Queste due condizioni comportarono il sostanziale immobilismo dell'amministrazione sabauda, almeno in un primo momento, in un contesto socio-economico e politico ancora fortemente condizionato dal retaggio culturale iberico.

### Feudi, fisco, condizioni economiche
A lungo rimasero del tutto immutati tanto il regime feudale, quanto le consuetudini locali. La Sardegna era ancora divisa in feudi, di estensione e giurisdizione eterogenea. Il titolare del feudo era spesso assente, risiedendo di preferenza nelle città o fuori dell'Isola. In vece del barone amministrava il feudo un suo funzionario, detto podatariu, preposto fondamentalmente all'esazione delle tasse e delle gabelle. Queste erano numerose e spesso molto pesanti per i vassalli, gli abitanti del feudo. In molti casi la loro riscossione era appaltata ai cosiddetti “arrendatori”, esattori privati che versavano una quota fissa e pattuita in precedenza all'amministrazione del feudo e lucravano sul surplus delle imposte. L'imposizione risultava dunque aggravata da tale pratica, con conseguenti proteste e ribellioni, negli anni di carestia. V'era poi il problema della giurisdizione, in quanto le cause penali e civili, almeno in primo grado, erano di competenza del signore. Imposizione fiscale e amministrazione della giustizia restavano dunque saldamente in mano alla classe aristocratica. Unica fonte di salvaguardia per le comunità infeudate erano i “consigli comunitativi”, una sorta di consiglio comunale locale, spesso in grado di ottenere dal feudatario o dal suo rappresentante in loco condizioni fiscali meno gravose, specie nelle zone in cui le comunità erano più coese e vantavano una tradizione di autonomia più marcata, ossia nelle zone interne a vocazione pastorale.
Il mondo economico, al di là del vasto settore primario (agricoltura e allevamento), era completato dal settore artigianale (per lo più limitato alle città e organizzato in corporazioni, i gremi) e dal piccolo commercio. Quasi nulla la trasformazione. La stessa agricoltura rimaneva ad un livello di sussistenza, esposta ai capricci del tempo e alle crisi produttive, secondo le più classiche dinamiche pre-industriali.
In generale, l'economia era pesantemente condizionata dall'approvvigionamento obbligatorio delle città, specie Cagliari e Sassari. Le altre città del regno (Iglesias, Oristano, Bosa, Alghero e Castelaragonese/Castelsardo) godevano a loro volta di privilegi e concessioni, derivanti dal loro status di "città regie", ossia non infeudate e sottoposte alla diretta giurisdizione reale (i rappresentanti delle città avevano un braccio del parlamento loro destinato, lo “stamento reale” appunto).

### Aspetti culturali
La classe dominante sarda continuò ad esprimersi in spagnolo e persino in catalano, il popolo in sardo e nelle lingue locali dell'isola. L'apparato di governo sabaudo, costituito da funzionari mediocri, spesso di mentalità ristretta e con una visione strumentale degli incarichi nell'Isola, aggiunsero alla pressione fiscale la propria rapacità personale, contribuendo a ingenerare nei sardi di tutte le classi sociali un diffuso sentimento di avversione verso i piemontesi.[non sufficientemente chiaro e motivato] I costumi, le feste e la lingua dell'amministrazione e della cultura rimanevano prettamente iberici, mentre i funzionari piemontesi si esprimevano in francese e, per gli usi amministrativi, usavano l'italiano (scelto da casa Savoia come lingua ufficiale dal XVI secolo). Con l'arrivo del conte Bogino al Ministero degli affari Sardegna (che resse dal 1759 al 1773), l'amministrazione sabauda si preoccupò di rinnovare le due università dell'Isola (Cagliari e Sassari). Fu in tal contesto che in Sardegna poté formarsi un ceto intellettuale nuovo, aperto alle idee che provenivano dall'Italia, dall'Europa e quindi dalla cultura del Lumi; una generazione che avrà modo di distinguersi all'epoca di quel celebre e tormentato triennio rivoluzionario di fine secolo XVIII.

## Razionalizzazione amministrativa e centralismo nel secondo Settecento
Solo nella seconda metà del secolo, sotto Carlo Emanuele III, il governo piemontese diede impulso a una prima ristrutturazione amministrativa del regno. Sotto la direzione di Giovanni Battista Lorenzo Bogino (dal 1759 al 1773 ministro per gli Affari in Sardegna), venne messo mano all'intero apparato pubblico, alle istituzioni educative, al credito agrario (ristrutturazione dei "monti granatici"), al commercio, ai rapporti con la Chiesa. Il tutto avvenne nell'ottica di un ammodernamento e di un accentramento amministrativo che eliminavano o indebolivano istituti e consuetudini molto radicati, senza modificare i rapporti di forza sociali e senza alterare il delicato equilibrio instaurato con la classe dominante sarda. Tuttavia, tali misure, attuate nell'arco di circa un ventennio, causarono malumori e resistenze in tutte le classi sociali. A livello popolare, il ridimensionamento delle autonomie locali senza la riforma del regime feudale, privava le comunità degli unici strumenti di contrattazione posseduti fino a quel momento. Le misure adottate in materia di razionalizzazione dei settori produttivi e del commercio non modificarono le dinamiche principali dell'economia sarda. La classe aristocratica, dal canto suo, vide se possibile diminuire la propria rilevanza concreta nelle decisioni politiche, essendo le cariche principali (anche se non sempre) destinate in via esclusiva al personale piemontese o savoiardo. L'accentuazione dell'assolutismo comportò almeno in parte una maggiore efficienza nella macchina amministrativa e nell'andamento del ciclo economico, anche se non tanto per quanto riguarda la condizione generale dei sudditi, che rimasero esposti all'esosità del sistema fiscale feudale (pur con migliorie innegabili anche in ragione dell'istituzione dei consigli comunitativi) e alle incertezze di un antiquato regime produttivo. Se da una parte si è parlato a tal proposito di “razionalizzazione senza riforme”, studi soprattutto successivi hanno rivalutato l'efficacia del riformismo boginiano.

### La questione della lingua italiana
Nel contesto delle riforme “boginiane” posto particolare occupa la questione della lingua italiana. In Sardegna la promozione del toscano letterario, fino a quel momento, non era stata sistematica né particolarmente incisiva. Allorché, anche in relazione alla ristrutturazione delle università sarde, il governo piemontese decise di procedere con più decisione in tal direzione, ne scaturì una forte resistenza da parte dell'intellettualità e della classe aristocratica: questa, di costumi e mentalità iberici, non gradiva di dover abbandonare le lingue di cultura e dell'amministrazione usate per secoli, ossia il catalano e lo spagnolo, a favore dell'italiano. Di fatto, mentre la popolazione continuò a parlare in sardo e nelle lingue locali dell'isola, parte della nobiltà continuò a usare lo spagnolo e in certi casi il catalano per un secolo e oltre.

## Crisi dell'antico regime e rivoluzione
Nonostante i tentativi di rendere più razionale ed efficiente l'amministrazione, le misure adottate sotto la guida del Bogino non ottennero i risultati previsti. I commentatori di parte piemontese attribuivano la causa del fallimento all'indole e al malcostume atavico dei sardi. Permanevano i problemi strutturali ereditati dall'epoca precedente, aggravati dall'inerzia e dalla corruzione degli amministratori piemontesi.

### I primi segni del malessere
In Europa si diffondeva l'Illuminismo e si mostravano i primi segnali della crisi incombente (rivolte popolari, proteste, repressioni). Anche in Sardegna cresceva il malcontento e le idee nuove del secolo trovavano accoglienza nella classe borghese e nel ceto dei bottegai e degli artigiani, nel basso clero e nella nuova classe intellettuale. 
Nel 1780 scoppiò una rivolta a Sassari. Nelle campagne aumentarono i casi di rifiuto di versare canoni e imposte agli esattori. Molte situazioni dovettero essere risolte con la forza.

### Il tentativo di occupazione francese

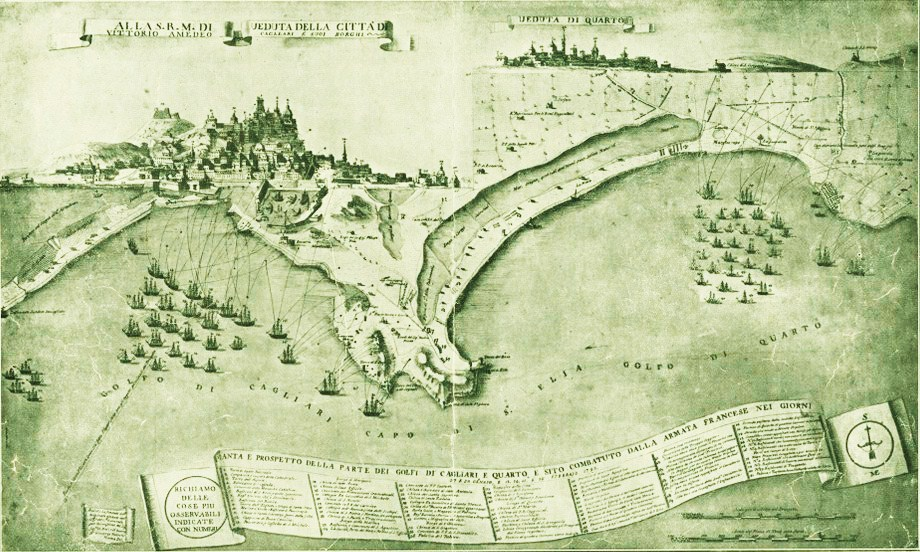
Rappresentazione di Cagliari e Quartu Sant'Elena durante l'attacco francese del 1793

Tra il 1792 e il 1793 la Francia rivoluzionaria, intenzionata a contrastare l'Inghilterra nel Mediterraneo occidentale, provò ad attaccare la Sardegna, nel tentativo di occuparla militarmente e di sollevare una ribellione generalizzata contro i Savoia. A tale scopo, da tempo, infiltrati rivoluzionari e simpatizzanti locali diffondevano notizie, idee e scritti politici nelle città e nelle campagne. Al momento dell'attacco decisivo, benché il governo sabaudo fosse stato colto di sorpresa e non predisponesse alcuna misura difensiva, gli aristocratici e il clero sardi, timorosi delle conseguenze politiche di una vittoria francese in Sardegna, finanziarono e organizzarono la resistenza, arruolando in poco tempo una milizia. Fu questo esercito popolare a respingere il tentativo francese di sbarcare sul lido di Quartu S.Elena, nel febbraio 1793. Contemporaneamente, a nord, veniva fermato il tentativo di occupazione all'isola della Maddalena: l'invasione del 23 febbraio al cui comando c'era un giovanissimo ufficiale corso di nome Napoleone Buonaparte venne fermata dalla flotta sarda comandata dal maddalenino Domenico Millelire, che divenne la prima medaglia d'oro al valor militare delle marina italiana. Il successo della mobilitazione dei sardi da parte degli stamenti (i bracci del parlamento, riunitosi d'urgenza per affrontare la crisi, nell'inerzia del governo sabaudo), benché sembrasse frustrare l'opera di propaganda rivoluzionaria dei mesi precedenti, fece emergere la questione dell'inadeguatezza e della mediocrità del personale di governo forestiero. I rappresentanti della nobiltà, del clero e delle città inviarono dunque al re Vittorio Amedeo III una petizione con cinque richieste: 1) convocazione delle Corti Generali (ossia appunto del parlamento, che le autorità sabaude non avevano più convocato dal 1720); 2) conferma di tutte le leggi, consuetudini e privilegi, anche di quelli caduti in disuso; 3) Assegnazione al nativi dell'isola di tutti gli impieghi e le cariche; 4) creazione di un Consiglio di Stato da consultare su tutte le questioni relative al regno; 5) un ministero distinto per gli affari della Sardegna. Non erano richieste rivoluzionarie, tuttavia il Re le respinse. Il malcontento accumulato fino a quel momento esplose dunque con un moto di ribellione fra notabili e popolo cagliaritano che, il 28 aprile 1794, catturarono ed espulsero da Cagliari il Viceré e tutti i funzionari sabaudi; la giornata è oggi commemorata oggi Sa die de sa Sardigna e festa del popolo sardo.

### 1794-6: i moti antifeudali angioini

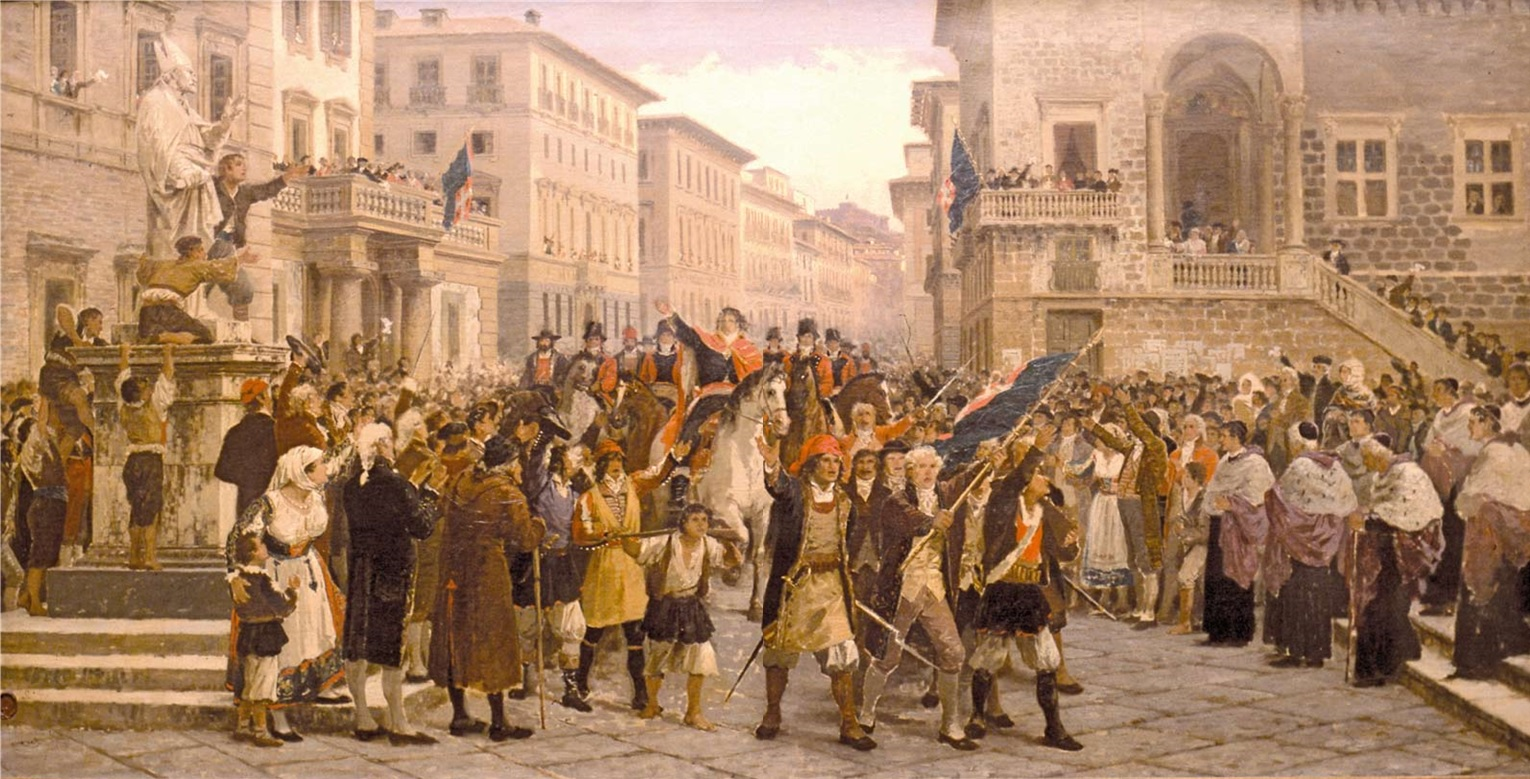
Ingresso a Sassari di G.M. Angioy

La situazione venne presa in mano dagli stamenti e dalla Reale Udienza, la suprema corte del regno. Si confrontavano il partito dei “novatori” e quello dei “moderati”. I primi, per lo più esponenti della borghesia, intendevano approfittare del momento per ottenere riforme decisive di tipo economico, politico e sociale; i secondi desideravano semplicemente l'accettazione delle cinque richieste e per il resto il sostanziale mantenimento dello status quo. La situazione intanto tendeva a sfuggire al controllo. A Cagliari vennero linciati due esponenti dell'aristocrazia, tra i più esposti del fronte reazionario. A Sassari la nobiltà e l'alto clero si schierarono contro gli stamenti e invocarono la protezione del re, allo scopo di ottenere un'emancipazione con l'Autonomia dal governo di Cagliari e ulteriori privilegi. Nelle campagne, le popolazioni, incitate da agitatori e dal basso clero, si ribellavano, attaccavano le sedi governative, gli istituti di credito agrario, le residenze di aristocratici e di alti prelati, rifiutando di versare le imposte e le decime. A Sassari, infine, sotto l'influsso cagliaritano e le proteste dei vassalli, si raccolsero genti da tutto il Logudoro per manifestare il 28 dicembre 1795 cantando il famoso inno Su patriotu sardu a sos feudatarios. La situazione era diventata così grave che a Cagliari si decise di inviare nel settentrione dell'Isola uno dei personaggi più in vista della politica sarda del periodo, il magistrato della Reale Udienza, avvocato e imprenditore Giovanni Maria Angioy. Questi, investito della carica di alternòs, ossia facente funzioni viceregie, attraversò la Sardegna e giunse a Sassari accolto da un bagno di folla come liberatore. Angioy cercò per tre mesi di riconciliare feudatari e vassalli attraverso atti legali, ma quando s'avvide del diminuito interesse e sostegno governativo e cagliaritano, lavorò con emissari francesi ad un piano per instaurare una Repubblica Sarda, mentre Napoleone Bonaparte invadeva la penisola italiana. Tuttavia con l'armistizio di Cherasco e la successiva Pace di Parigi del 1796 venne meno ogni possibile sostegno esterno, e l'Angioy decise di effettuare una marcia antifeudale e rivendicativa su Cagliari. Il tentativo rivoluzionario coalizzò le forze moderate e reazionarie, mettendo contro l'Angioy nobiltà, clero e buona parte della borghesia cittadina e rurale, timorosa di perdere, insieme agli istituti feudali, privilegi e vantaggi acquisiti. A questo punto dal Viceré gli vennero revocati i poteri di alternòs, e Angioy dovette arrestare la sua marcia a Oristano l'8 giugno, in quanto venne abbandonato dai suoi sostenitori dopo che il Re ebbe accettato lo stesso giorno le citate cinque richieste degli Stamenti Sardi. Angioy dovette abbandonare la Sardegna e si rifugiò a Parigi. Qui morì esule e in povertà nel 1808. Sull'isola l'ordine veniva ripristinato con le armi. Furono assediati e presi d'assalto i villaggi che resistevano e furono condannati a morte tutti i capi e i maggiori esponenti del moto rivoluzionario che si riuscì a catturare.

### I Savoia in Sardegna e la Restaurazione

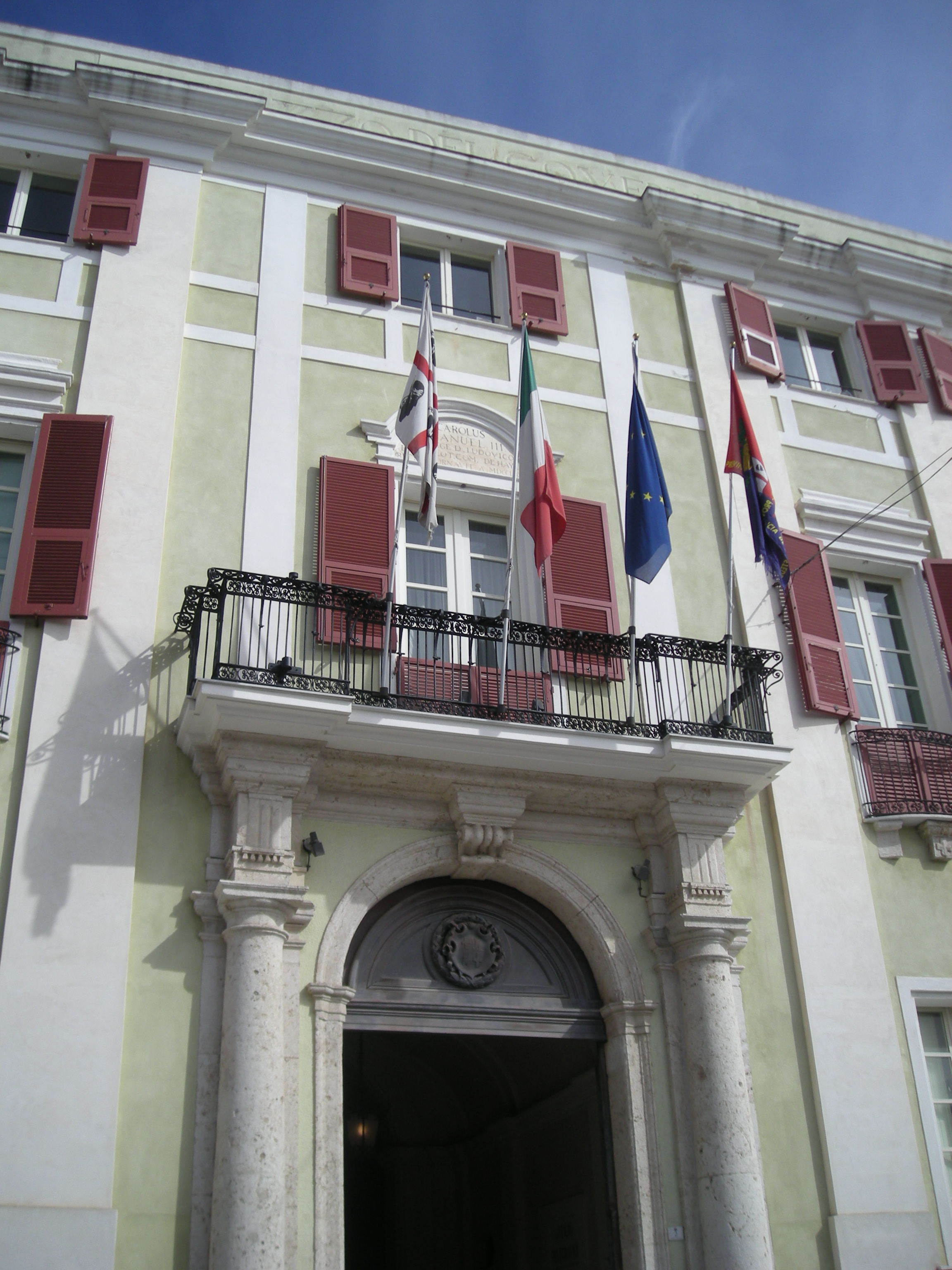
Palazzo Regio di Cagliari, residenza principale dei Savoia in Sardegna

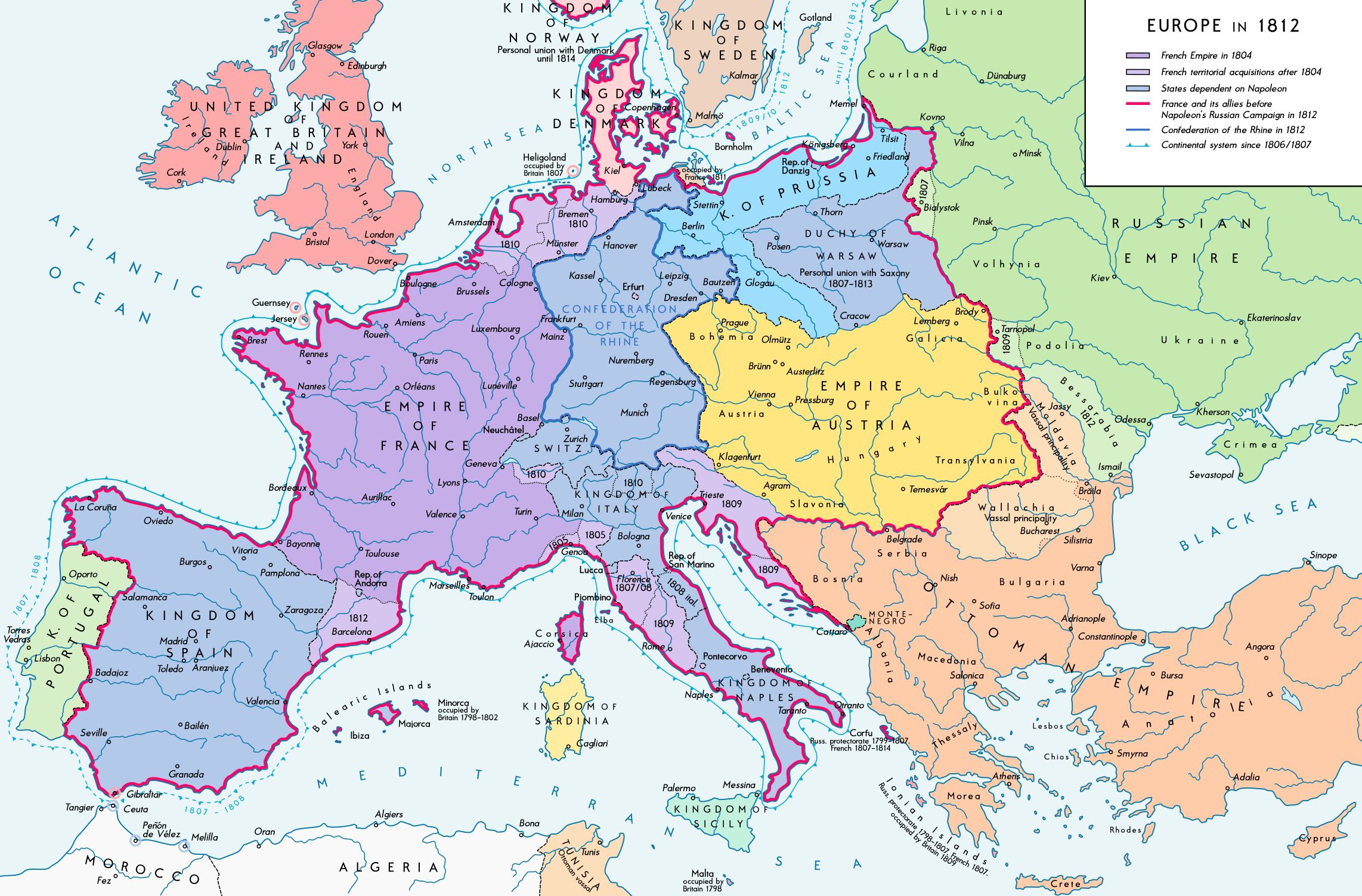
L'Europa nel 1812

L'invasione napoleonica dell'Italia settentrionale costrinse la corte dei Savoia a trasferirsi a Cagliari nel 1799. Il tentativo rivoluzionario era stato soffocato e la nobiltà sarda decise di rinunciare anche alle cinque richieste presentate nel 1793. 
Il bilancio del regno fu pesantemente aggravato dalle esigenze dell'apparato cerimoniale e dal mantenimento della famiglia reale e dei suoi servitori e funzionari. 
Ci furono ulteriori tentativi di sollevare una rivolta anti-feudale e repubblicana (nel 1802 e nel 1812), ma furono sventati e repressi, senza conseguenze. Con la fine dell'avventura napoleonica e la restituzione dei possedimenti sul continente, i Savoia rientrarono a Torino nel 1814. Era iniziata anche per la Sardegna la Restaurazione.
Restavano irrisolti e in parte aggravati tutti i problemi della Sardegna: arretratezza economica, scarsità demografica, anacronismi istituzionali.

## Le riforme legislative e la fine del regime feudale
Il Congresso di Vienna (1814-15) aveva tentato di ripristinare la situazione pre-rivoluzionaria e pre-napoleonica. I Savoia ne erano usciti rafforzati, con l'acquisto di Genova e della Liguria. L'amministrazione piemontese riprese la politica di razionalizzazione delle istituzioni e della legislazione. La Sardegna era uscita indebolita dalla fase rivoluzionaria e il governo poté imporre più facilmente una serie di riforme che si presumeva avrebbero dato una svolta all'economia e allo sviluppo complessivo dell'Isola. Nell'autunno del 1820 il re Vittorio Emanuele I emanò l'Editto delle chiudende, dando la facoltà a chi ne avesse i mezzi di recintare i terreni pubblici, adibiti agli usi comunitari. In tal modo si ponevano le basi per una prima diffusione della proprietà perfetta della terra, fattore principale di un'agricoltura moderna e più produttiva. L'effetto concreto fu che chi aveva i mezzi (aristocratici e grande borghesia) si impossessò di larghe porzioni del territorio, sottraendolo all'utilizzo della popolazione, che si trovò letteralmente da un giorno all'altro privata dei mezzi fondamentali di sussistenza (nelle chiusure vennero incorporati strade, ponti, sorgenti). In più, i nuovi proprietari terrieri destinarono i fondi così ottenuti alla rendita, dandoli in affitto prevalentemente agli allevatori, che non avevano bisogno di particolari cure sul terreno. In tal modo si depresse ulteriormente il settore agricolo e si favorì l'esistenza di un latifondo non produttivo. Tali misure suscitarono in breve il malcontento popolare, che si espresse con ripetute ribellioni.
Fattas a s’afferra afferra,
Si su chelu fit in terra,
che l’aian serradu puru»
fatti all’arraffa arraffa;
se il cielo fosse stato in terra
avrebbero chiuso pure quello»
(Traduzione libera dei versi di Melchiorre Murenu composti in relazione all'Editto delle Chiudende.)
Era irrisolto il nodo fondamentale della persistenza del regime feudale. Nel 1827 il re Carlo Felice promosse un rinnovo normativo generale. Estese dunque alla Sardegna il nuovo Codice Civile, abrogando la Carta de Logu del regno di Arborea, rimasta sino a quel momento come legge generale del regno.
Nel decennio seguente, il nuovo re Carlo Alberto avviò l'abrogazione degli istituti feudali. Alla fine degli anni trenta il feudalesimo fu formalmente abolito. Tuttavia il riscatto monetario dei feudi sottratti all'aristocrazia e all'alto clero fu calcolato non sulla base del valore reale dei terreni, ma in base alla soddisfazione degli interessi degli ex feudatari. Tale riscatto per di più fu fatto gravare, sotto forma di esazioni tributarie, sulle popolazioni.

### Ribellioni popolari
L'imposizione della chiusure private sui terreni comuni, il riscatto dei feudi fatto gravare sulla popolazione rurale e le ulteriori restrizioni negli usi comunitari provocarono una lunga stagione di ribellioni e resistenze più o meno esplicite in tutta l'Isola. Periodicamente si riaccendevano le rimostranze, anche violente, di chi aveva perso gran parte delle risorse su cui si basava la sopravvivenza di molte famiglie a favore della nuova classe proprietaria.
Riprese inevitabilmente vigore il fenomeno del banditismo.

## Economia e società nel primo Ottocento
Le strutture socio-economiche emerse nell'età della Restaurazione in Sardegna non erano molto più dinamiche e produttive di quelle del passato. Ripresero impulso alcuni settori, come l'estrazione mineraria, e acquisirono forza l'allevamento e le produzioni ad esso collegate, nonché lo sfruttamento delle saline e dell'immenso patrimonio boschivo e di macchia mediterranea. Tuttavia le risorse dell'isola furono sottoposte ad un accentuato regime di tipo coloniale, con un flusso in uscita di materie prime, per lo più non trasformate, e un flusso in entrata di prodotti finiti. L'appalto in regime di monopolio di vasti settori produttivi favoriva i capitali stranieri e lasciava ai lavoratori locali, estromessi dalle terre privatizzate, solo la strada dell'impiego non specializzato e non regolato. Non esistevano interventi di miglioramento tecnologico o di sfruttamento razionale delle risorse. La situazione generale rimaneva precaria e le comunità non traevano beneficio se non indirettamente e in misura marginale dai progressi che andavano diffondendosi sul continente.

### Risveglio intellettuale
Nella prima metà dell'Ottocento si assiste in Sardegna ad un fenomeno di risveglio intellettuale. Le università sarde, uscite dal periodo di crisi, cominciavano a rinnovare il corpo insegnante, anche con elementi sardi, e a fornire all'amministrazione sabauda quadri e funzionari. Il mondo degli studi veniva animato dalle ricerche e dalle elaborazione dotte di studiosi sardi e forestieri. Basti ricordare il archivie di mapa maritimo creato per Carlo de Candia e Alberto La Marmora, aristocratici e militari piemontese, appassionato geografo, autore dei tomi dell'Itinerario dell'Isola di Sardegna, o lo storico Giuseppe Manno, o ancora Vittorio Angius, Giovanni Spano, Giovanni Siotto Pintor, storici, linguisti e letterati. La classe intellettuale sarda del periodo si caratterizza per un desiderio di riscatto della storia e della lingua della Sardegna, accompagnato, spesso in modo contraddittorio, da una profonda fedeltà alla casa regnante. 
Ma le nuove prospettive intellettuali e l'aspirazione a un'integrazione col continente rimasero un patrimonio condiviso solo da un'élite, senza connessioni con la maggioranza della popolazione e senza ricadute positive sui problemi socio-economici dell'Isola.

## Fusione Perfetta e fine del Regno di Sardegna
Verso la metà del secolo, la borghesia cittadina, i quadri amministrativi e l'intellettualità si fecero portatori di un forte impulso all'omologazione istituzionale con gli Stati di terraferma. In un momento storico in cui nella penisola italiana prendevano corpo le passioni risorgimentali, i ceti dirigenti di Cagliari e Sassari, nel tentativo di far estendere all'isola quelle riforme che Carlo Alberto di Savoia aveva concesso ai domini continentali, richiesero l'abolizione delle istituzioni dell'Isola a favore dell'unione politico-amministrativa con gli altri territori. Nel 1847 il re proclamò solennemente l'avvenuta la così chiamata Fusione Perfetta del regno sabaudo che, da stato composto e pluralista qual era prima, solo allora divenne unitario e centralista sul modello francese. L'unione portò ad una serie di conseguenze: da un lato si decretava la scomparsa delle istituzioni plurisecolari della carica viceregia, del parlamento sardo e della Reale Udienza, nonché la fine dell'autonomia stessa dell'isola; dall'altro, il regno sabaudo aveva così una capitale (Torino) e istituzioni accentrate e comuni a tutti i possedimenti sabaudi. Nel 1848 Carlo Alberto concesse lo Statuto, valido per tutte le provincie, compresa quindi la Sardegna.
Se questa fu di fatto la fine del Regno di Sardegna, per la sua fine di diritto bisogna attendere il compimento dell'Unità italiana. Nel 1861, dopo le prime due guerre d'indipendenza, l'impresa garibaldina e l'annessione di gran parte degli altri stati della penisola, Vittorio Emanuele II, XXIV re di Sardegna, proclamava la nascita del Regno d'Italia. Terminava così anche di diritto la lunga storia del Regno di Sardegna e l'Isola diventava una regione italiana. Da questo momento comincia dunque la Storia della Sardegna contemporanea.